# Clekatakan
Clekatakan is een bestuurslaag in het regentschap Pemalang van de provincie Midden-Java, Indonesië. Clekatakan telt 6074 inwoners (volkstelling 2010).